# Untere Blosenmühle
Untere Blosenmühle ist ein Gemeindeteil der Gemeinde Meinheim im Landkreis Weißenburg-Gunzenhausen (Mittelfranken, Bayern). Untere Blosenmühle liegt in der Gemarkung Meinheim.
Die Einöde Untere Blosenmühle liegt im Altmühltal umgeben von Wiesen und Feldern unweit östlich von Meinheim. Eine Straße verbindet die Einöde mit der nahen Staatsstraße 2230. Östlich des Ortes verläuft die Bahnstrecke Würzburg-Treuchtlingen. Der Ort liegt am Meinheimer Mühlbach, einem Nebenfluss der Altmühl. Südlich des Ortes verläuft die Gemeindegrenze zu Markt Berolzheim. Östlich der Unteren Blosenmühle befindet sich ein Landschaftsschutzgebiet, ein Fauna-Flora-Habitat und ein EU-Vogelschutzgebiet.
Im Jahre 1846 waren in Untere Blosenmühle ein Haus, eine Familie und neun Seelen verzeichnet. 1871 lebten die neun Einwohner der Unteren Blosenmühle in drei Gebäuden. Sie besaßen 1873 insgesamt zwei Pferde und 17 Stück Rindvieh. Bereits vor der Gemeindegebietsreform in Bayern in den 1970er Jahren war Untere Blosenmühle ein Gemeindeteil von Meinheim.